# Helichrysum cymosum
Helichrysum cymosum là một loài thực vật có hoa trong họ Cúc. Loài này được (L.) D.Don mô tả khoa học đầu tiên năm 1824.